# Église Gran Madre di Dio de Rome
Pour les articles homonymes, voir Gran Madre di Dio.
L'église Gran Madre di Dio est un lieu de culte catholique de Rome.

## Histoire
Elle est située sur la rive droite du Tibre, à proximité de la piazzale di Ponte Milvio, qui est liée à la mémoire de la bataille entre Constantin et Maxence en l'an 312, et de la nouvelle ère ouverte ensuite par l'Église catholique.
Le temple monumental a été construit par le pape Pie XI en 1931, en mémoire des célébrations du quinzième centenaire du concile d’Éphèse, qui a établi le dogme de la maternité divine et de la virginité perpétuelle de Marie, dans la tradition patristique et dans la dévotion populaire de l'Église des débuts. 
Il a été construit entre 1931 et 1933 et consacré en 1937. L'église est le siège de la paroisse du même nom, érigée par le pape Pie XI le 1er décembre 1933, année du Jubilé extraordinaire de la Rédemption.
L'église est liée au titre cardinalice de la Mère de Dieu créé en 1965. 

## Description

### Extérieur
L'entrée centrale est précédée d'un pronaos (portique) avec fronton triangulaire, soutenu par deux colonnes à chapiteaux corinthiens et des piliers latéraux. Dans le fronton se trouve le blason du pape Pie XI; il y a aussi deux entrées latérales. Sur les côtés, deux petites tours, couronnées par le grand dôme reposant sur un tambour octogonal et surmontée d'une lanterne octogonale. 

### Intérieur
L'église a la forme d'une croix grecque. Dans l'abside semi-circulaire s'ouvrent cinq fenêtres cintrées, et au-dessus d'elles, à l'intérieur d'un cadre, figure l'inscription SANCTA MARIA, MATER DEI, ORA PRO NOBIS (Sainte Marie, Mère de Dieu, priez pour nous). Dans l'abside, se trouve une fresque réalisée par le peintre Federico Morgante,.

## Vues

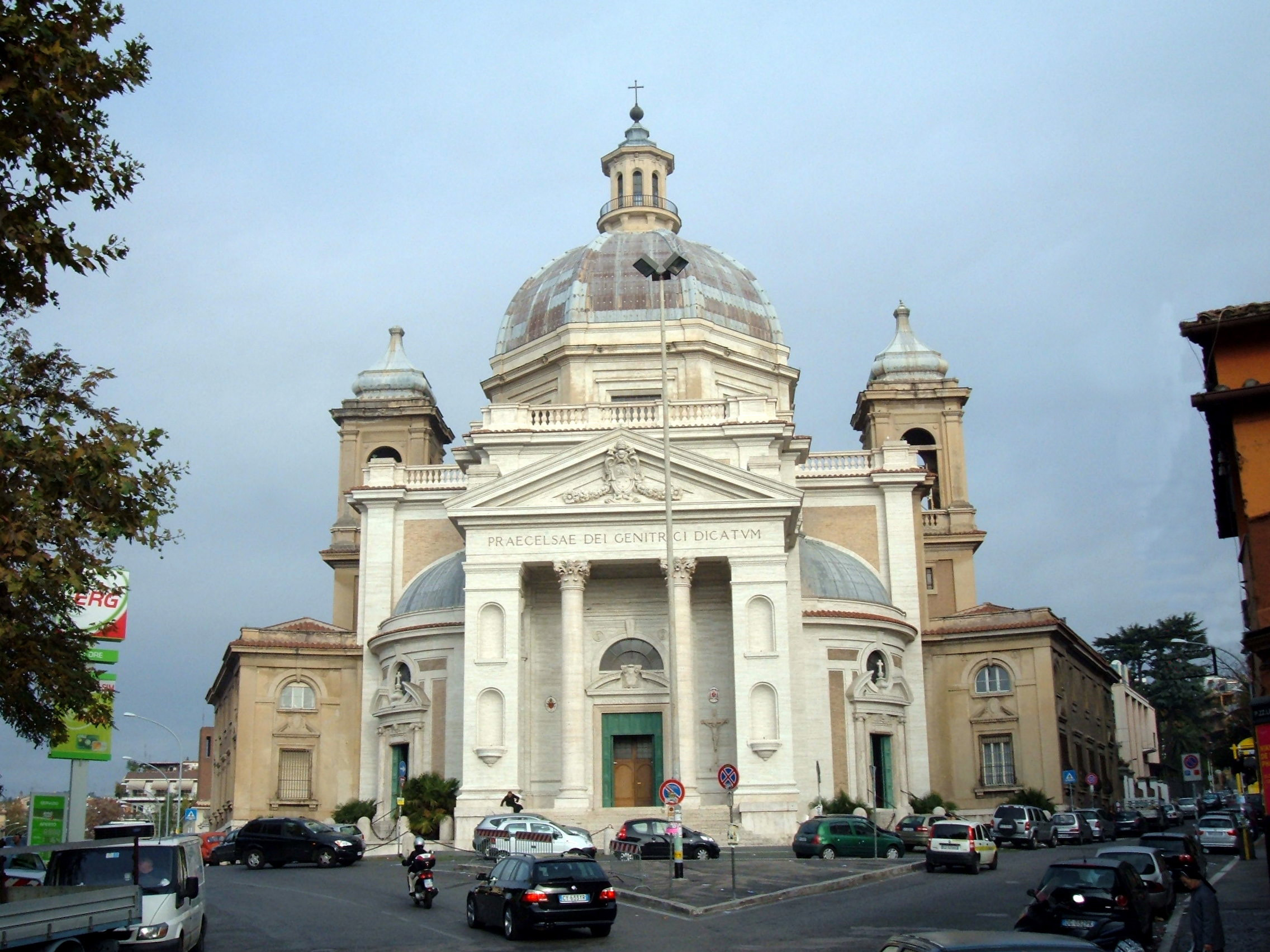
L'imposante façade
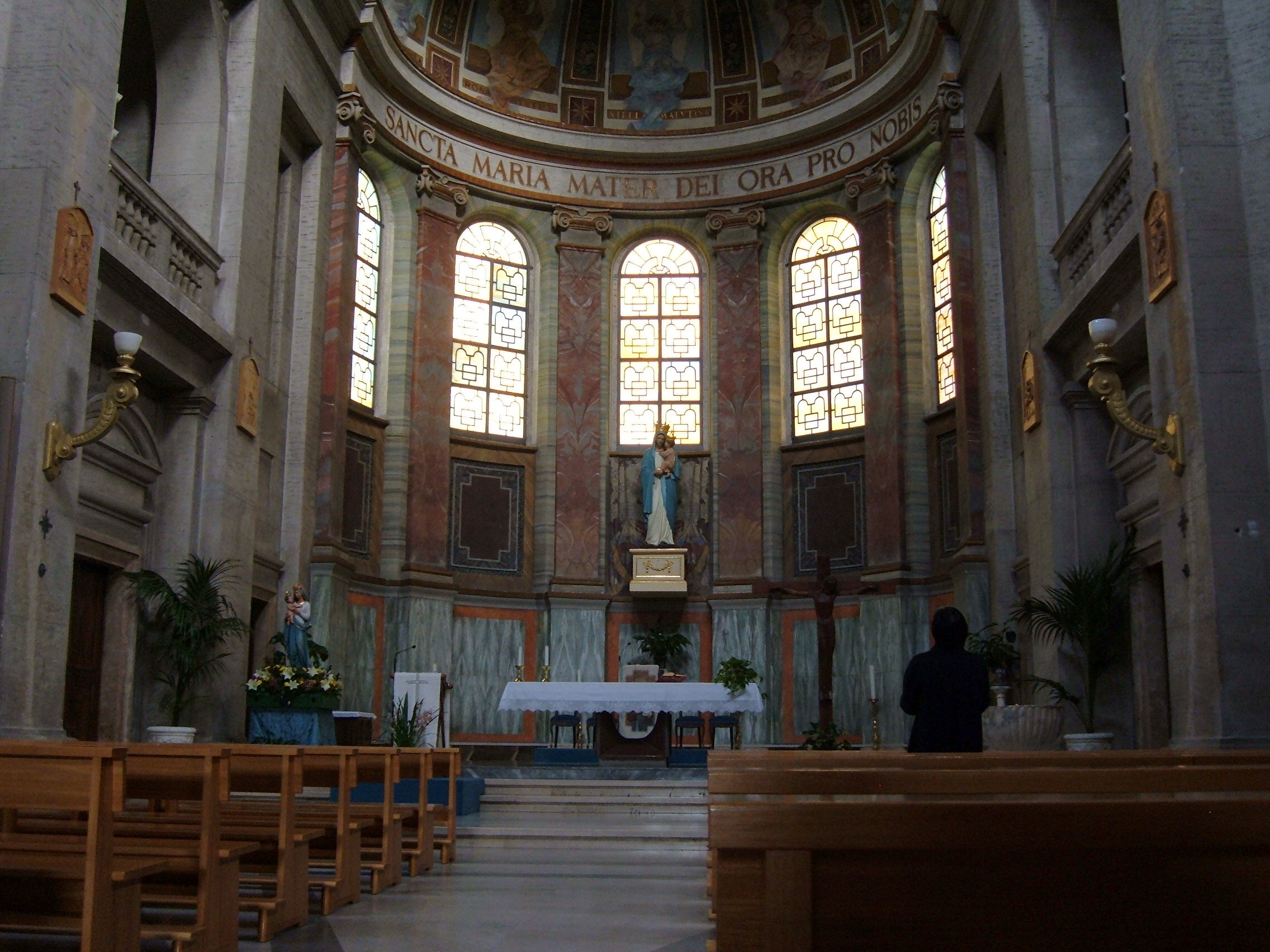
Intérieur
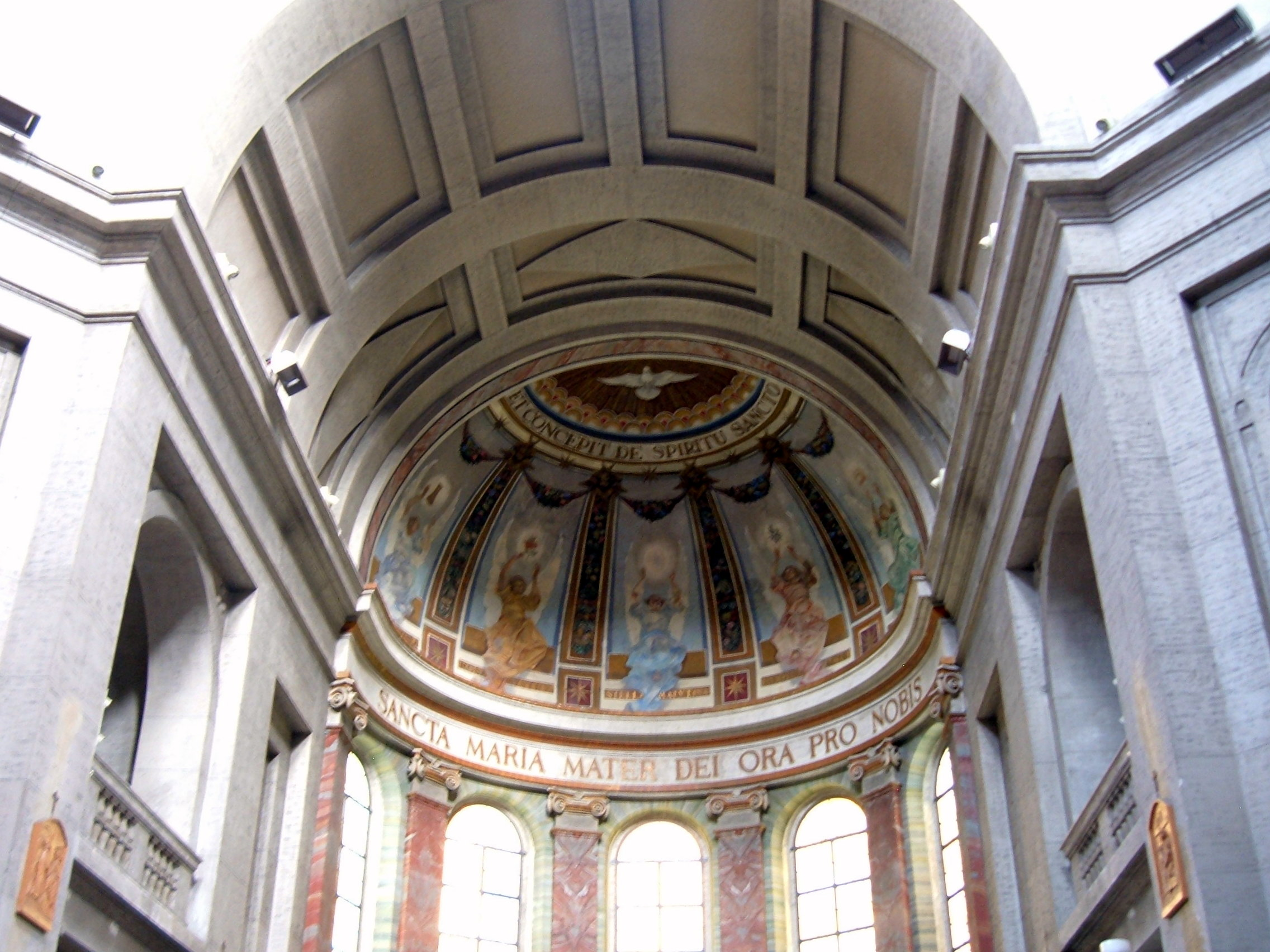